# Кристенсен, Петер
Петер Кристенсен (дат. Peter Christensen; 25 апреля 1975, Сённерборг, Южная Ютландия — 6 февраля 2025, Амагер) — датский политик, государственный и общественный деятель, министр налогообложения (2011), министр обороны (2015—2016), депутат Фолькетинга.

## Биография
После окончания школы Кристенсен несколько лет работал электриком, затем получил инженерное образование.
Представитель датской Либеральной партии Венстре (Venstre, Danmarks Liberale Parti). Политическую карьеру начал в начале 1990-х годов, в 1999 году возглавил молодежное крыло либеральной партии Венстре Venstres Ungdom, а уже в 2001 году, когда ему было всего 26, стал депутатом парламента Дании — Фолькетинга. Много лет был казначеем партии, а в 2009—2011 годах — её официальным представителем по политическим вопросам.
Избирался в парламент в 2005, 2007 и 2011 годах. Сохранял за собой депутатское кресло 14 лет подряд. В 2015 — не был переизбран в состав Фолькетинга.
С марта до октября 2011 года был министром налогообложения в первом правительстве премьер-министра Андерса Расмуссена. Он один из главных соратников Расмуссена в рядах Либеральной партии, которую премьер-министр возглавляет.
В сентябре 2015 года вошёл в состав второго кабинета Андерса Расмуссена. Стал министром обороны Дании и по вопросам сотрудничества Северных стран.
На своей странице в социальной сети Facebook премьер-министр написал, что направляется в королевский дворец, где представит Её Величеству Маргрете II нового министра обороны и по вопросам сотрудничества Северных стран 

«Я еду в Амалиенборг вместе с новым министром обороны Петером Кристенсеном, — сообщил Расмуссен. — В связи с предстоящим согласованием очередного проекта развития вооружённых сил Дании и готовящимися миллиардными вложениями в оборону, я принял решение выбрать на должность министра человека с огромным парламентским опытом и пользующегося заслуженным уважением»
.
В 2012 году награждён Орденом Данеброг.
В молодости он пережил рак, но в начале 2020-х годов болезнь возобновилась. Он умер 4 февраля 2025 года в возрасте 49 лет после четырёхлетней борьбы.